# Partido de Maipú
Partido de Maipú är en kommun i Argentina.   Den ligger i provinsen Buenos Aires, i den sydöstra delen av landet, 260 km söder om huvudstaden Buenos Aires. Antalet invånare är 10 193.
Trakten runt Partido de Maipú består i huvudsak av gräsmarker. Runt Partido de Maipú är det mycket glesbefolkat, med 4 invånare per kvadratkilometer.